# نيك غرين (مجدف)
نيك غرين (بالإنجليزية: Nick Green)‏ هو مجدف أسترالي، ولد في 4 أكتوبر 1967 في ملبورن في أستراليا.

## وصلات خارجية
- نيكولاس غرين على موقع الاتحاد الدولي للتجديف (الإنجليزية)
- نيكولاس غرين على موقع اللجنة الأولمبية الدولية (الإنجليزية)
- نيكولاس غرين على موقع أوليمبيديا (الإنجليزية)
- نيكولاس غرين على موقع اللجنة الأولمبية الأسترالية (الإنجليزية)
- نيكولاس غرين على موقع قاعة أستراليا للمشاهير الرياضية (الإنجليزية)